# 释仁清
释仁清，又称仁清上师，俗名蒙文登，属鼠，中国四川省盐亭县人，出家时任大学历史系教授。
晚年居住于成都。80岁后移居福建，97岁时逝世。家人从福建将骨灰接回安置。

## 出家因缘

### 发心出家
在抗日战争时期，仁清上师对当时世风日下，深感志怀难报。为追求世间真谛，便出家悟道。
由于求道心切，各类门人尽寻参学，经过二十年的苦行，并未见真谛正道。

### 拜师修证
一次偶然在能海上师的讲经会上，仁清上师听后感悟。于是在能海上师处拜师修证。
仁清上师悟性甚高，因而是能海上师的一脉相承的谛传授持者，道行圆融，德相充满，为能海上师法源的大成就者。仁清上师道行清净，生活简朴，不攀世缘，对僧团要求极为严格，对学人以戒行为立道之本，慈悲和善。